# Ferrières-les-Bois
Ferrières-les-Bois és un municipi francès situat al departament del Doubs i a la regió de Borgonya - Franc Comtat. L'any 2007 tenia 324 habitants.

## Demografia

### Població
El 2007 la població de fet de Ferrières-les-Bois era de 324 persones. Hi havia 111 famílies de les quals 21 eren unipersonals (21 dones vivint soles i 21 dones vivint soles), 33 parelles sense fills, 49 parelles amb fills i 8 famílies monoparentals amb fills.
La població ha evolucionat segons el següent gràfic:
Habitants censats

### Habitatges
El 2007 hi havia 118 habitatges, 115 eren l'habitatge principal de la família, 1 era una segona residència i 2 estaven desocupats. 105 eren cases i 13 eren apartaments. Dels 115 habitatges principals, 92 estaven ocupats pels seus propietaris, 22 estaven llogats i ocupats pels llogaters i 1 estava cedit a títol gratuït; 2 tenien dues cambres, 11 en tenien tres, 20 en tenien quatre i 82 en tenien cinc o més. 102 habitatges disposaven pel capbaix d'una plaça de pàrquing. A 41 habitatges hi havia un automòbil i a 73 n'hi havia dos o més.

### Piràmide de població
La piràmide de població per edats i sexe el 2009 era:
| Homes | Edats   | Dones |
| ----- | ------- | ----- |
| 0     | 95 o +  | 0     |
| 0     | 90 a 94 | 0     |
| 0     | 85 a 89 | 0     |
| 0     | 80 a 84 | 0     |
| 0     | 75 a 79 | 12    |
| 4     | 70 a 74 | 4     |
| 12    | 65 a 69 | 0     |
| 4     | 60 a 64 | 12    |
| 4     | 55 a 59 | 8     |
| 12    | 50 a 54 | 8     |
| 8     | 45 a 49 | 4     |
| 8     | 40 a 44 | 12    |
| 16    | 35 a 39 | 24    |
| 16    | 30 a 34 | 8     |
| 8     | 25 a 29 | 4     |
| 0     | 20 a 24 | 8     |
| 20    | 15 a 19 | 8     |
| 4     | 10 a 14 | 16    |
| 12    | 5 a 9   | 8     |
| 4     | 0 a 4   | 4     |

## Economia
El 2007 la població en edat de treballar era de 221 persones, 155 eren actives i 66 eren inactives. De les 155 persones actives 150 estaven ocupades (76 homes i 74 dones) i 5 estaven aturades (4 homes i 1 dona). De les 66 persones inactives 26 estaven jubilades, 28 estaven estudiant i 12 estaven classificades com a «altres inactius».

### Ingressos
El 2009 a Ferrières-les-Bois hi havia 117 unitats fiscals que integraven 342 persones, la mediana anual d'ingressos fiscals per persona era de 18.941 €.

### Activitats econòmiques
Dels 7 establiments que hi havia el 2007, 3 eren d'empreses de construcció, 3 d'empreses de comerç i reparació d'automòbils i 1 d'una empresa de serveis.
L'únic servei als particulars que hi havia el 2009 era un paleta.
L'any 2000 a Ferrières-les-Bois hi havia 4 explotacions agrícoles que ocupaven un total de 352 hectàrees.

## Equipaments sanitaris i escolars
El 2009 hi havia una escola elemental integrada dins d'un grup escolar amb les comunes properes formant una escola dispersa.

## Poblacions més properes
El següent diagrama mostra les poblacions més properes.